# Радово (община Демир Хисар)
Вижте пояснителната страница за други значения на Радово.
Радово (на македонска литературна норма: Радово) е село в община Демир Хисар, Северна Македония.

## География
Радово е разположено в Долен Демир Хисар, в Любен планина, в североизточната част на община Демир Хисар, над река Жаба. Землището на Радово е 4,9 km2, от които горите заемат площ от 175 ha, пасищата са 174 ha, а обработваемите семи 122 ha.

## История
В XIX век Радово е изцяло българско село в Битолска кааза, нахия Демир Хисар на Османската империя. Гробищната църква в селото „Свети Архангел Михаил“ е от 1856 година. Според Васил Кънчов в 90-те години Радово има 27 къщи. Според статистиката му („Македония. Етнография и статистика“) в 1900 година Радево има 250 жители, всички българи християни.
На Етнографската карта на Битолския вилает на Картографския институт в София от 1901 година Радово е чисто българско село в Битолската каза на Битолския санджак с 51 къщи.
Цялото население на селото е под върховенството на Българската екзархия. По данни на секретаря на екзархията Димитър Мишев („La Macédoine et sa Population Chrétienne“) в 1905 година в Радово има 216 българи екзархисти.
През 1961 година Радово има 179 жители, които през 1994 година намаляват на 28, а според преброяването от 2002 година селото има 13 жители.
| Националност | Всичко |
| македонци    | 13     |
| албанци      | 0      |
| турци        | 0      |
| роми         | 0      |
| власи        | 0      |
| сърби        | 0      |
| бошняци      | 0      |
| други        | 0      |

## Личности
Родени в Радово
- Алексо Наумов (1867 – ?), български революционер от ВМОРО
- Алексо Стефанов (1869 – 1935), български революционер, демирхисарски войвода на ВМОРО
- Гроздан Кузман, българин, православен, арестуван преди април 1904 година, обвинен в „помагане чрез събиране на оръжие за българския бунтовнически комитет“, осъден от Наказателния апелативен съд на 10 години каторга, лежал в Битолския затвор, амнистиран с общата амнистия от 12 април 1904 година[9]
- Йован Силянов (1873 – ?), български революционер от ВМОРО, четник при Никола Карев[10]
- Наумче Стойков Велев, български революционер от ВМОРО[11]
- Христо Илиов (1878 – ?), български революционер, демирхисарски войвода на ВМОРО